# Werner Pidde

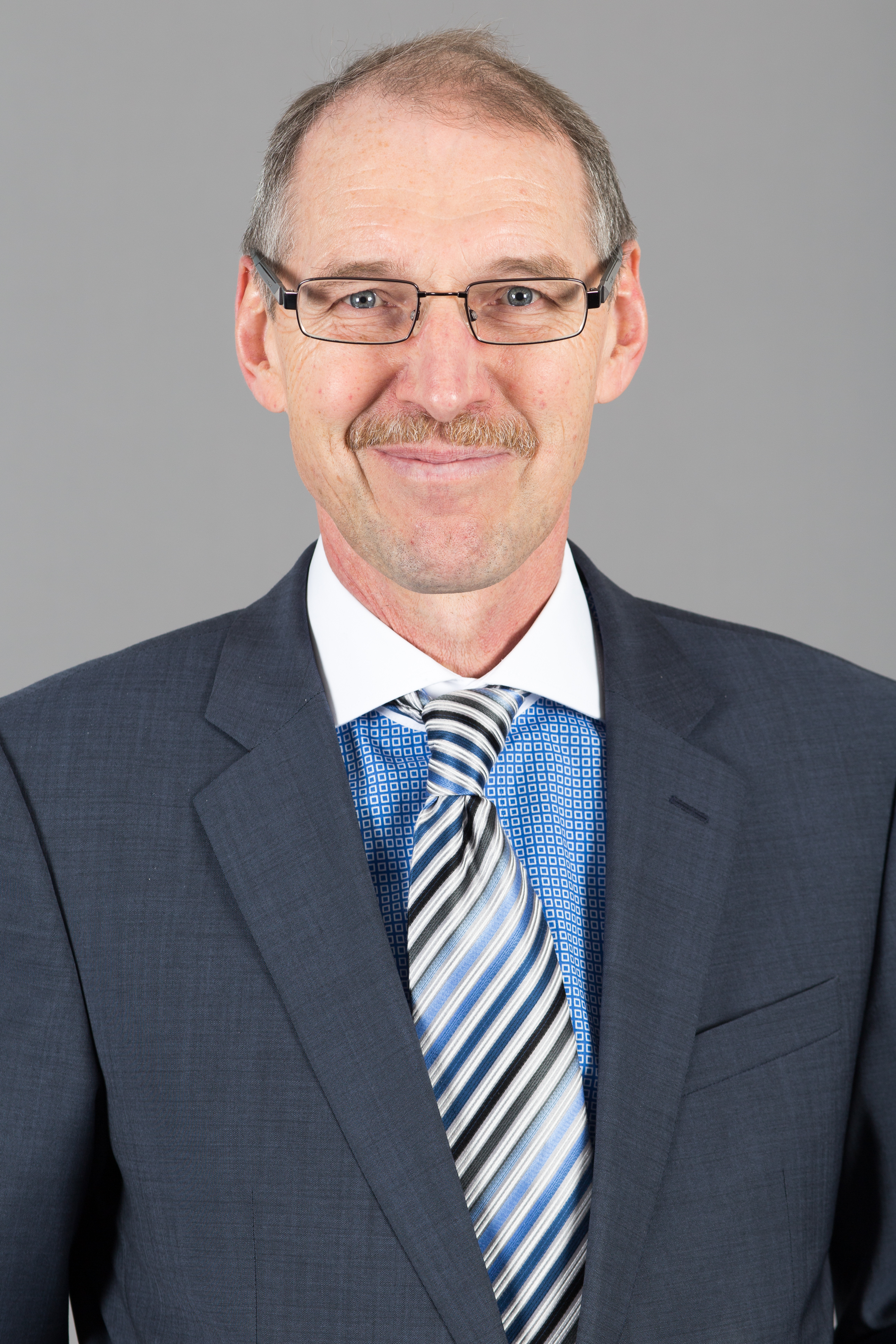
Werner Pidde 2016

Werner Pidde (* 28. Juli 1953 in Waltershausen) ist ein deutscher Politiker (SPD). Er war von 1994 bis 2019 Mitglied des Thüringer Landtags und dort von Dezember 2013 bis zur Landtagswahl 2014 Vorsitzender der SPD-Fraktion.

## Leben und Beruf
Werner Pidde ist Sohn einer Näherin und eines Schlossers. Er ist verheiratet und hat drei Kinder.
Nach dem Besuch der Polytechnischen Oberschule in Waltershausen (1959–67), schloss er 1971 die Erweiterte Oberschule (EOS) mit dem Abitur ab. Anschließend leistete er den Grundwehrdienst und begann 1973 ein Studium zum Diplomlehrer für Chemie und Mathematik an der Pädagogischen Hochschule Erfurt/Mühlhausen. Von 1977 bis 1980 promovierte er mit der Arbeit Untersuchungen zum Akzeptorverhalten ausgewählter Cobalt(II)- und Nickel(II)halogenide und -pseudohalogenide zum Dr. rer. nat. (Naturwissenschaften). Im Anschluss daran arbeitete Pidde als Lehrer an der EOS Schnepfenthal (heute Salzmannschule) und wurde 1981 Dozent an der Fachschule für Finanzwirtschaft in Gotha – der einzigen ihrer Art in der DDR. Von 1990 bis 1994 war er Erster Beigeordneter der Stadt Waltershausen und hatte die Funktion des Finanz-, Sozial- und Schuldezernenten inne.

## Politik
Anfang 1990 trat Pidde der Sozialdemokratischen Partei in der DDR (SDP) bei. Im Jahr 1994 wurde er Mitglied des Thüringer Landtags und finanzpolitischer Sprecher der SPD-Fraktion. In der dritten (1999 bis 2004) und fünften Wahlperiode (2009 bis 2013) war er Parlamentarischer Geschäftsführer der SPD-Landtagsfraktion. 2004 wurde er finanz- und medienpolitischer Sprecher der Fraktion.
Nach der Ernennung Uwe Höhns zum Thüringer Wirtschaftsminister wurde Pidde am 18. Dezember 2013 zu dessen Nachfolger als Vorsitzender der SPD-Landtagsfraktion gewählt. Nach der Landtagswahl in Thüringen 2014 übernahm Matthias Hey dieses Amt. Am 26. Juni 2019 wurde er als Nachfolger von Dagmar Becker wieder zum Parlamentarischen Geschäftsführer der SPD-Fraktion gewählt. Zur Landtagswahl 2019 trat er nicht mehr an und schied aus dem Landtag aus.

## Politische und gesellschaftliche Funktionen
Pidde ist Abgeordneter im Kreistag des Landkreises Gotha und war bis 2022 Vorsitzender der SPD-Fraktion. Seit 2024 ist er Vorsitzender des Ausschusses für Soziales, Gleichstellung und Integration.  Weiterhin gehörte er bis 2014 dem Landesvorstand der SPD Thüringen an und war von 2014 bis Anfang 2016 Kreisvorsitzender seiner Partei. Daneben hatte er kurzzeitig einen Sitz in der rot-grünen Stadtratsfraktion seiner Heimatstadt Waltershausen. Pidde ist Stellvertreter des Vorsitzenden im Verwaltungsrat der Kreissparkasse Gotha, stellvertretendes Mitglied im Verwaltungsrat der Helaba. Bis 2019 war er Mitglied in der Versammlung der Landesmedienanstalt.